# NGC 3640
NGC 3640 (другие обозначения — UGC 6368, MCG 1-29-33, ZWG 39.130, PGC 34778) — эллиптическая галактика (E3) в созвездии Лев.
Этот объект входит в число перечисленных в оригинальной редакции «Нового общего каталога».
Галактика NGC 3640 входит в состав группы галактик NGC 3640. Помимо NGC 3640 в группу также входят NGC 3611, NGC 3630, NGC 3645, NGC 3641, NGC 3664, NGC 3664A, UGC 6345 и NGC 3643.